# مارسيلو كاربالو
مارسيلو كاربالو (بالإسبانية: Marcelo Carballo)‏ (7 ديسمبر 1974 في بوليفيا - ) هو لاعب كرة قدم بوليفي في مركز الدفاع. شارك مع منتخب بوليفيا تحت 17 سنة لكرة القدم ومنتخب بوليفيا تحت 20 سنة لكرة القدم ومنتخب بوليفيا لكرة القدم. أما مع النوادي، فقد لعب مع ذي سترونغيست ونادي خورخي ويلسترمان.

## وصلات خارجية
- مارسيلو كاربالو على موقع الاتحاد الدولي (مؤرشف)  (الإنجليزية)
- مارسيلو كاربالو على موقع قاعدة بيانات كرة القدم.إي يو (الإنجليزية)
- مارسيلو كاربالو على موقع ناشيونال فوتبول تيمز (الإنجليزية)
- مارسيلو كاربالو على موقع عالم كرة القدم.نت (الإنجليزية)